# ISO 3166-2:AD
ISO 3166-2:AD is een ISO-standaard met betrekking tot de zogenaamde geocodes. Het is een subset van de ISO 3166-2 tabel, die specifiek betrekking heeft op Andorra.
De gegevens werden tot op 27 november 2015 geüpdatet op het ISO Online Browsing Platform (OBP). Hier worden 7 parochies - parish (en) / paroisse (fr) / parròquia (ca) - gedefinieerd.

## Codes
| Code  | Naam                |
| ----- | ------------------- |
| AD-07 | Andorra la Vella    |
| AD-02 | Canillo             |
| AD-03 | Encamp              |
| AD-08 | Escaldes-Engordany  |
| AD-04 | La Massana          |
| AD-05 | Ordino              |
| AD-06 | Sant Julià de Lòria |